# リュドミラ・シュヴェツォヴァ
リュドミラ・イヴァノヴナ・シュヴェツォヴァ（露: Людмила Ивановна Швецова, 英: Ludmila Ivanovna Shvetsova, 1949年9月24日 - 2014年10月29日）は、ロシアの政治家である。「シュヴェツォヴァ」は「シベツォワ」とも表記される。旧姓は、オディンツォヴァ（露: Одинцова, 英: Odintsova）である。

## 経歴
1949年9月24日、ソビエト連邦内のカザフ・ソビエト社会主義共和国のアルマ・アタ（現在のアルマトイ）に生まれる。父親は職業軍人であり、大祖国戦争に従軍した。母親は英語教師であった。
1966年、ロストフ・ナ・ドヌの物理数学学校を首席で卒業する。学校在学中には、子ども向けテレビ番組のアナウンサーとしての勤務を経験している。この活動に注目したソビエト連邦共産党のロストフ地域委員会は、モスクワ国際関係大学もしくは演劇学校に入学するという選択肢を提案・紹介した。しかし、シュヴェツォヴァはどちらの選択肢も選ばなかった。

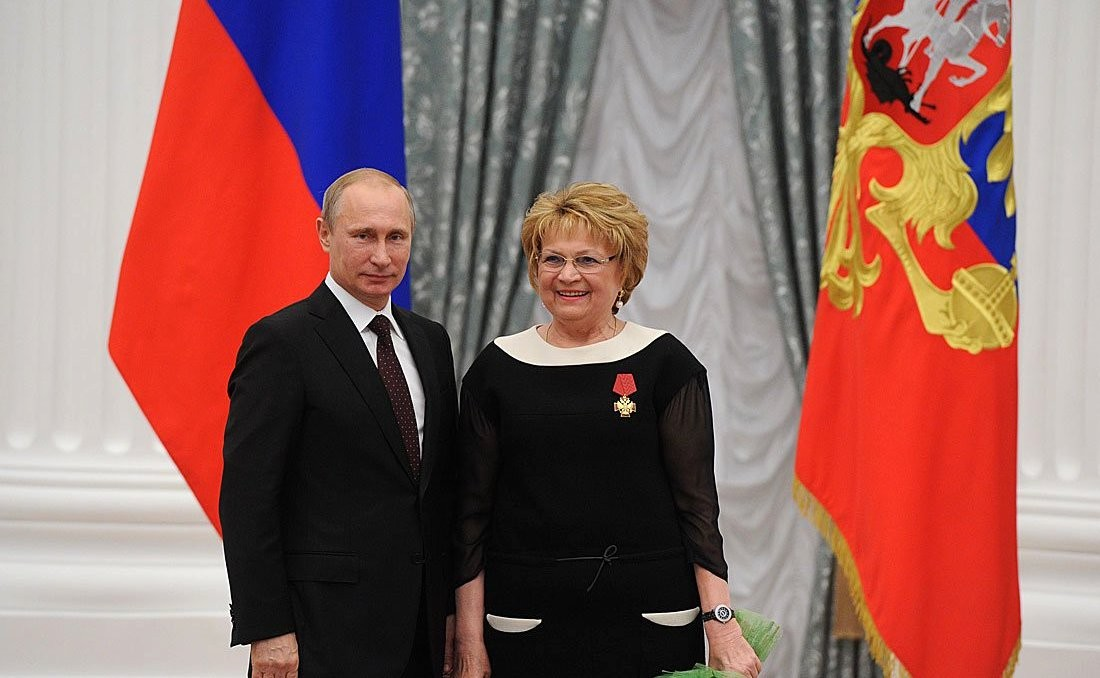
祖国功労勲章四等を受けるシュヴェツォヴァ

1967年にハルキウ航空研究所（現在のN・E・ジュコーフスキー記念国立航空宇宙大学）に入学し、1973年に同研究所を卒業、航空機の機械工学の学位を取得した。1973年から2年間、ウクライナ・キエフのアントノフ設計局（現在のO・K・アントーノウ記念航空科学技術複合体）でエンジニアとして勤務した。
1975年より、キエフのコムソモールのレニングラード地区委員会で書記を務めた。1983年から1986年にかけて、コムソモールの中央委員会で書記を務めた。ロシア国立社会大学の大学院に入学し、1997年に、1970年代から1990年代にかけての女性の政治参画に関する論文を発表し、同大学院を修了した。
2000年から2011年にかけて、モスクワの初代副市長を務め、社会発展問題について担当した。2011年10月より、国際女性フォーラムの副会長を務め、2013年10月18日には、同フォーラムの会長に就任した。2011年12月21日、ロシア国家院の副議長に選出される。2013年、全ロシア人民戦線の創設会議に参加し、同年10月31日、同団体のモスクワ地域支部の共同議長に選ばれる。同年、ノーボスチ通信やインテルファクス通信などが共同で発表した、2012年のロシアで最も影響力のあった女性のランキングで45位にランクインしている。長年の闘病生活の末、2014年10月29日の夜にモスクワで死去し、10月31日にトロエクロフスコエ墓地に埋葬された。

## 受賞
- 友好勲章（英語版、ロシア語版）[20]
- 労働赤旗勲章[20]
- 名誉記章勲章（英語版、ロシア語版）[20]
- 祖国功労勲章 (ロシア)（英語版、ロシア語版）三等および四等[20]
- オリガ勲章（英語版、ロシア語版）三等[20]